# NGC 4305
NGC 4305是一个位于室女座的矮螺旋星系，距离地球1亿光年，1829年5月2日由约翰·赫歇尔发现。
虽然NGC 4305被认为属于室女座星系團，但它的径向速度和它的蓝色光度表明它实际上是一个背景星系，这个星系附近拥有主要伴星NGC 4306。
NGC 4305表现出明确、光滑的螺旋臂，可终止其中央凸起。这种螺旋结构似乎是由与NGC 4306的潮汐相互作用引起的。这种潮汐相互作用也可以解释其中性氢气（HI）的缺乏。